# Manjaro
Manjaro je besplatna Linux distribucija otvorenog kôda zasnovana na Arch Linux operativnom sistemu. Manjaro je fokusiran na jednostavnost i pristupačnost, a sam sistem je dizajniran da odmah potpuno radi sa svojim raznovrsnim unapred instaliranim softverom. Poseduje model ažuriranja u pokretnom izdanju i koristi Pacman kao svoj menadžer paketa. Manjaro je uglavnom razvijan u Austriji, Francuskoj i Nemačkoj.

## Zvanične verzije
Manjaro Xfce, koji sadrži Manjaro-ovu sopstvenu tamnu temu, kao i Xfce korisničko okruženje.
Manjaro KDE, koji sadrži Manjaro-ovu sopstvenu tamnu Plasma temu, kao i najnoviju verziju KDE Plasma 5 korisničkog okruženja, aplikacija i okvira.
Manjaro GNOME je postao treća zvanična verzija sa “Gellivara” izdanjem i nudi GNOME korisničko okruženje zajedno sa Manjaro temom.
Iako nisu zvanične verzije, Manjaro Community Editions održavaju članovi zajednice Manjaro. One nude dodatna korisnička okeuženja preko zvaničnih verzija, uključujući Budgie, Cinnamon, Deepin, i3, MATE i Sway.
Manjaro takođe ima verzije za uređaje sa ARM procesorima, kao što su jednopolni računari ili Pinebook laptopovi.

## Karakteristike
Manjaro dolazi sa CLI i grafičkim instalaterom. Pokretni model izdanja znači da korisnik ne mora da nadogradi/reinstalira ceo sistem da bi sve bio ažuran u skladu sa najnovijim izdanjem. Pacman upravlja paketima preko komandne linije (terminala) i grafičkih alata za upravljanje paketima kao što je unapred instalirani Pamac.
Repozitorijumima se upravlja pomoću sopstvenog alata koji se zove BokIt, koji je kao Git.
Manjaro uključuje sopstveni menadžer grafičkih podešavanja gde opcije poput jezika, drajvera i verzije kernela mogu biti jednostavno konfigurisane.
Određeni često korišćeni Arch uslužni programi kao što je Arch Build Sistem (ABS) su dostupni, ali imaju alternativne implementacije u Manjaro-u.
Manjaro Architect je CLI mrežni instalater koji omogućava korisniku da odabere sopstvenu verziju kernela, drajvere i korisničko okruženje tokom procesa instalacije. Za izbor su dostupna i zvanična i korisnička okruženja izdanja zajednice. Za grafičke instalacije, Manjaro koristi GUI instalater Calamares.

## Izdanja
Izdanja serije 0.8.x bile su poslednje verzije Manjaro-a koje su koristile broj verzije. Ponuđena korisnička okruženja, kao i broj programa u paketu, varirali su u različitim izdanjima.
| Izdanje | Datum izdanja | Codename  | Kernel     | Napomene                                                                                       |
| ------- | ------------- | --------- | ---------- | ---------------------------------------------------------------------------------------------- |
| 0.1     | 2011-07-10    |           |            |                                                                                                |
| 0.8.0   | 2012-08-20    | Askella   | 3.4.9      | Samo Xfce i KDE Plasma verzije                                                                 |
| 0.8.1   | 2012-09-21    | Askella   | 3.4.x      |                                                                                                |
| 0.8.2   | 2012-11-10    | Askella   | 3.4.x      |                                                                                                |
| 0.8.3   | 2012-12-24    | Askella   | 3.4.x      |                                                                                                |
| 0.8.4   | 2013-02-25    | Askella   | 3.7.x      |                                                                                                |
| 0.8.5   | 2013-04-13    | Askella   | 3.8.5      |                                                                                                |
| 0.8.6   | 2013-06-02    | Askella   | 3.9.x      |                                                                                                |
| 0.8.7   | 2013-08-26    | Askella   | 3.4.59 LTS |                                                                                                |
| 0.8.8   | 2013-11-24    | Askella   | 3.10.20    |                                                                                                |
| 0.8.9   | 2014-02-23    | Askella   | 3.10.30    |                                                                                                |
| 0.8.10  | 2014-06-09    | Askella   | 3.12.20    |                                                                                                |
| 0.8.11  | 2014-12-01    | Askella   |            |                                                                                                |
| 0.8.12  | 2015-02-06    | Askella   |            |                                                                                                |
| 0.8.13  | 2015-06-14    | Askella   |            |                                                                                                |
| 15.09   | 2015-09-27    | Bellatrix |            |                                                                                                |
| 15.12   | 2015-12-22    | Capella   |            |                                                                                                |
| 16.06   | 2016-06-06    | Daniella  |            |                                                                                                |
| 16.06.1 | 2016-06-11    | Daniella  |            |                                                                                                |
| 16.08   | 2016-08-31    | Ellada    |            |                                                                                                |
| 16.10   | 2016-10-31    | Fringilla |            |                                                                                                |
| 17.0    | 2017-03-07    | Gellivara | 4.9 LTS    | Prva zvanična GNOME verzija.                                                                   |
| 17.1    | 2017-12-31    | Hakoila   | 4.14 LTS   | Prvi put napravljen Manjaro notebook sa unapred instaliranim Manjaro-m sa stanice X, Spitfire. |
| 18.0    | 2018-10-30    | Illyria   | 4.19 LTS   |                                                                                                |
| 18.1.0  | 2019-09-12    | Juhraya   | 4.19 LTS   | Izbor između LibreOffice-a i FreeOffice-a u toku instalacije                                   |
| 19.0    | 2020-02-25    | Kyria     | 5.4 LTS    |                                                                                                |
| 20.0    | 2020-04-26    | Lysia     | 5.6.7      |                                                                                                |
| 20.1    | 2020-09-11    | Mikah     | 5.8        |                                                                                                |
| 20.2    | 2020-12-03    | Nibia     | 5.9        |                                                                                                |
| 21.0    | 2021-03-24    | Ornara    | 5.10 LTS   |                                                                                                |
| 21.1    | 2021-08-17    | Pahvo     | 5.13       |                                                                                                |
| 21.2.0  | 2021-12-23    | Qonos     | 5.15       |                                                                                                |

## Veza saArch Linux-om
Glavna razlika u poređenju sa Arch Linux-om su repozitorijumi.
Manjaro koristi tri skupa repozitorijuma:
- Nestabilan: sadrži najažurnije Arch Linux pakete.

- Testiranje: sadrži pakete iz nestabilnih repozitorijuma nakon što su ih testirali korisnici nestabilnog repozitorijuma.

- Stabilan: sadrži samo pakete koje razvojni tim smatra stabilnim, što može značiti kašnjenje od nekoliko nedelja pre dobijanja velikih nadogradnji.

Od januara 2019. ažuriranja paketa koja nisu povezana sa bezbednošću izvedena iz Arch Linux stabilne grane u Manjaro stabilnu granu obično imaju kašnjenje od nekoliko nedelja.

## Hardver
Iako se Manjaro može instalirati na većinu sistema, neki dobavljači prodaju računare sa unapred instaliranim Manjaro-m. Dobavljači računara na kojima je unapred instaliran Manjaro uključuju StarLabs Sistems, Tukedo Computers, manjarocomputer.eu i Pine64.
Manjaro je takođe zvanični podrazumevani operativni sistem koji se koristi u PinePhone-u, pametnom telefonu sa ARM procesorom koji je objavio Pine64. 

## Pregled
Manjaro Linux je poznat kao jednostavan operativni sistem za postavljanje i korišćenje, pogodan i za početnike i za iskusne korisnike. Opisuje se kao lak i jednostavan za instaliranje i održavanje. Takođe se opisuje kao najsavremenija Arch Linux distribucija. Neki korisnici će naći privlačnost u širokom spektru softvera dostupnog od strane AUR-a, koji ima reputaciju po tome što se redovno ažurira iz izvora navedenih gore.
Veoma rane verzije Manjaro-a nisu imale reputaciju zbog poteškoća sa instalacijom, ali je prijavljeno da se to poboljšalo sa kasnijim verzijama, a do 2014. godine se, prema Džesi Smitu iz DistroWatch-a, „pokazalo da je Manjaro verovatno najsjajniji derivat Arch Linux-a koji sam koristio do sada. Distribucija nije samo laka za podešavanje, već je i prijateljski nastrojena zajedno sa lepim grafičkim menadžerom paketa, kvalitetnim instalaterom i korisnim ekranom dobrodošlice. Manjaro dolazi sa puno korisne softverske i multimedijalne podrške.“
Smit je napravio recenziju Manjaro 17.0.2 Xfce u julu 2017. i primetio da je mnogo stvari dobro urađeno. On je nastavio da veliča neke od značajnih karakteristika kao deo svog zaključka:
„Utvrdio sam da je Manjaro Xfce verzija veoma brza i neobično laka po memoriju. Distribucija je funkcionisala glatko i dobro je radila i sa mojim fizičkim hardverom i sa mojim virtuelnim okruženjem. Takođe sam uživao u Manjaro-voj navici da mi govori kada se pojavi novi softver (naročito nove verzije Linux kernel-a). Malo sam petljao Manjaro panelom, sa pronalaženjem nekih podešavanja, ali na kraju sam bio zadovoljan opsegom konfiguracije koje sam mogao da postignem sa distribucijom. Posebno mi se sviđa što Manjaro olakšava blokiranje obaveštenja i sprečava da prozori ukradu fokus. Distribucija se može napraviti tako da prijatno ne ometa."

## Napomene
1. ↑  Broj zaostajanja nije razlikovao ažuriranja paketa potrebna za ispravljanje bezbednosnih propusta.

1. ↑  Podršku za i686 održava projekat manjaro32.
2. ↑  Podršku za ARM održava projekat Manjaro ARM.